# تجميع وراثي بشري

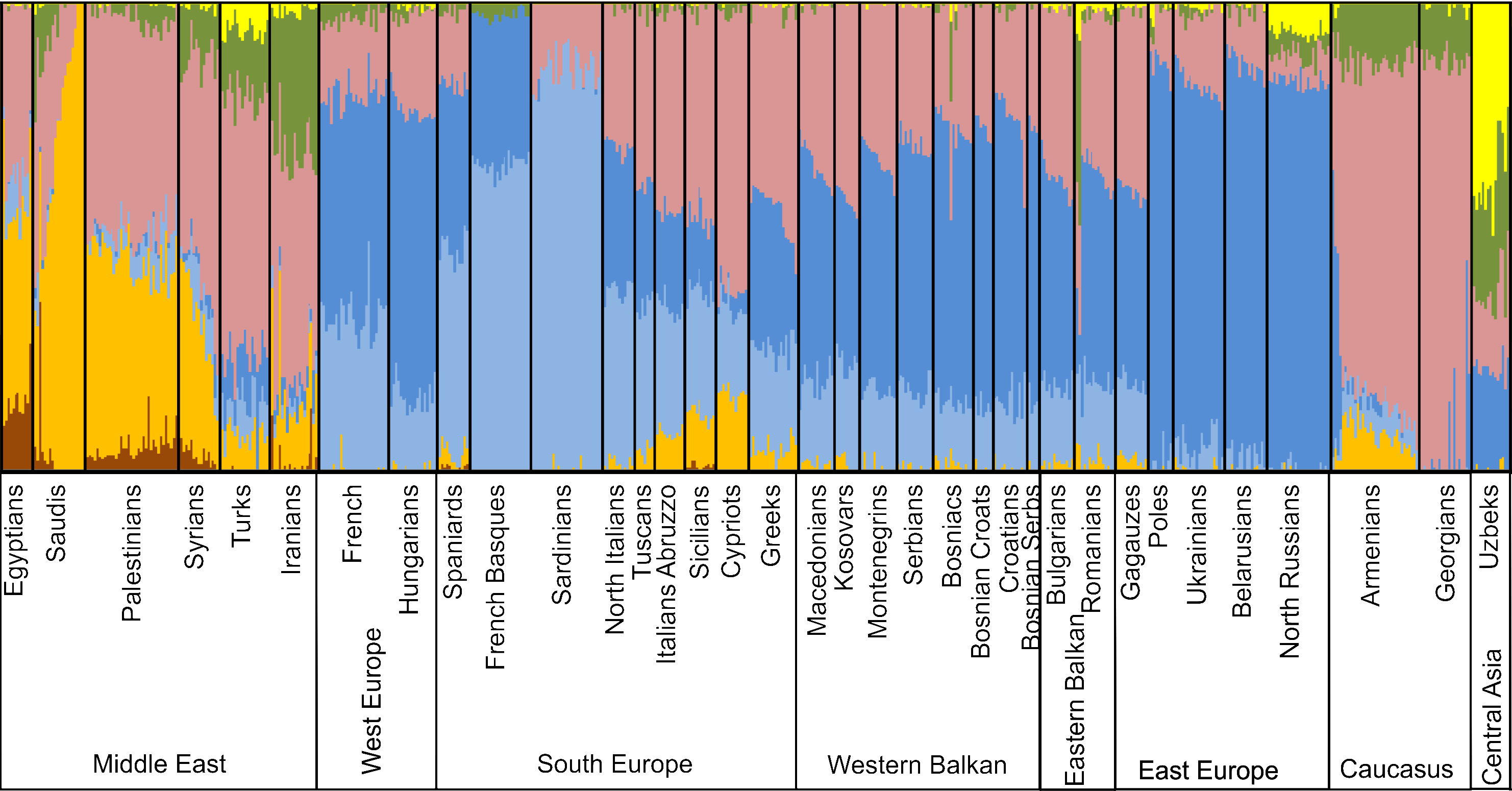
تحليل أدميكستشر لمنطقة البلقان في سياق عالمي على مستوى الدقة لسبع مجموعات سكانية أسلاف مفترضة: المكون الأفريقي (البني)، وجنوب/غرب أوروبا (الأزرق الفاتح)، والآسيوي (الأصفر الفاتح)، وجنوب آسيا (الأخضر)، والشرق الأوسط (الأصفر الداكن)، وشمال/شرق أوروبا (الأزرق الداكن)، والقوقاز البيج.

التجميع الوراثي البشري هو الدرجة التي يمكن بها تقسيم التباين الوراثي البشري إلى عدد صغير من الفئات أو المجموعات. تستخدم إحدى الطرق الرائدة التحليل الرياضي العنقودي لقياس درجة تشابه البيانات الجينية بين الأفراد والمجموعات من أجل استنتاج طبيعة الهياكل السكانية وتقسيم الأفراد ضمن مجموعات الأسلاف المفترضة. يمكن إجراء تحليل مماثل باستخدام طريقة تحليل المكون الرئيسي، وقد نشر العديد من الدراسات الحديثة كلتا الطريقتين.
يفحص تحليل المجموعات الوراثية الدرجة التي تختلف بها المجموعات الإقليمية وراثيًا، وتصنيف الأفراد إلى مجموعات، بالإضافة إلى ما يمكن تعلمه عن أصل الإنسان من هذه البيانات. هناك اتفاق علمي واسع على حدوث جزء صغير نسبيًا من التباين الوراثي البشري بين السكان أو القارات أو المجموعات. غير أن الباحثين في المجموعات الوراثية يختلفون حول ما إذا كان التباين يعتمد على التنوع الوراثي بشكل أساسي أو ما إذا كانت طريقة التحليل الرياضي العنقودي مهمة ومفيدة علميًا.

## تحليل التباين الوراثي البشري

### قياس التباين
يرتبط أحد الأسئلة الأساسية المتعلقة بتوزيع التنوع الوراثي البشري بدرجة مشاركة الجينات بين المجموعات المرصودة. لوحظ مرارًا وتكرارًا أن غالبية التباين الملاحظ عند عدد كبير البشر في العالم محدودة ضمن السكان. يُحتسب هذا الاختلاف عادةً باستخدام مؤشر التثبيت الخاص بالعالم سيوال رايت (إفإس تي FST)، وهو تقدير محدود بمجموعة التباين. تختلف درجة التباين الوراثي البشري اختلافًا طفيفًا اعتمادًا على نوع الجين المدروس. ولكن بشكل عام، يُعد الادعاء أن نحو 85% من التباين الوراثي موجود داخل المجموعات أمرًا شائعًا، ووُجد أيضًا 6-10%  من التباين الوراثي بين المجموعات داخل نفس القارة، وعُثر أيضًا على 6-10% بين المجموعات مختلفة القارة. وصف ريان براون وجورج أرميلاغوس هذا بأنه «مجموعة من الدراسات التي خلصت إلى أن مخططات التصنيف العنصري قد تمثل نسبة ضئيلة فقط من التنوع الوراثي البشري»، بما في ذلك الدراسات المذكورة في الجدول أدناه.
| المؤلف(ون)                     | العام | العنوان                                               | منحى الدراسة                                      | نسبة التباين داخل المجموعات (لا بين السكان) |
| لِونتن                          | 1972  | توزيع الإنسان التنوع                                  | 17 فصيلة دم                                       | 85.4%                                       |
| بربوجاني وآخرون.               | 1997  | قسمة تنوع الحمض النووي البشري                         | 79 آر إف إل بّي، 30 من التكرارات المترادفة القصيرة | 84.5%                                       |
| سيلستاد، ومينش، وكافالي سفورزا | 1998  | الأدلة الوراثية على ارتفاع معدل هجرة الإناث عند البشر | 29 من التكرارات الجسمية المترادفة القصيرة         | 97.8%                                       |
| سيلستاد، ومينش، وكافالي سفورزا | 1998  | الأدلة الوراثية على ارتفاع معدل هجرة الإناث عند البشر | 10 صبغيات واي التكرارات المترادفة القصيرة         | 83.5%                                       |

ومع ذلك، لا تعني هذه الأرقام المتوسطة استيعاب كل مجتمع قدرًا متساويًا من التنوع. في الواقع، تحتوي بعض المجموعات البشرية على تنوع وراثي أكثر من غيرها، وهو ما يتسق مع الأصل الأفريقي المحتمل للبشرية الحديثة. لذلك، قد يكون السكان من خارج أفريقيا قد خضعوا لتأثير المؤسس الذي حد من تنوعهم الجيني.
تعرضت إحصائيات إفإس تي إلى انتقادات من قبل إيه. دبليو. إف. إدواردز، وجيفري لونغ، وريك كيتلز. انتقد عالم الإحصاء البريطاني وعالم الأحياء التطوري إيه. دبليو. إف. إدواردز منهجية لونتن في استنباط استنتاجاته بناءً على المقارنة البسيطة للجينات بدلًا من بناء نظريته على بنية أكثر تعقيدًا من أجل حساب ترددات الجينات. كان اعتراض دراسة لونغ وكيتلز منهجيًا أيضًا: وفقًا له، استند إفإس تي إلى افتراضات خاطئة مفادها أن جميع الفئات تحتوي على أعضاء متساوين في التنوع الجيني، وأن المجموعات القارية تختلف في الوقت نفسه. جادل ساريتش وميلي أيضًا بأن تقديرات الاختلاف الجيني بين الأفراد من المجموعات السكانية المختلفة تقلل من شأن الفروق بين المجموعات لأنها لا تأخذ بعين الاعتبار ضِعفانية الإنسان.
أنشأ كل من كيث هينلي وغراسيلا كابانا وجيفري لونغ نموذجًا إحصائيًا منقحًا من أجل تفسير السلالات السكانية المتباينة بشكل غير متساو والسكان المحليين بدرجات متفاوتة من التنوع. طبقت ورقتهم البحثية التي نُشرت عام 2015 هذا النموذج على عينة مشروع تنوع الجينوم البشري المكونة من 1,037 فردًا من 52 مجتمعًا. وجدوا أن السكان الأقل تنوعًا الذين تم فحصهم، وهم شعب السوروِي، «يحتفظون بنحو 60% من إجمالي تنوع الأنواع». لاحظت دراسة لونغ وكيتلز في وقت سابق احتواء شعب سوكوتو في أفريقيا على كل التنوع الجيني البشري تقريبًا. وجد تحليلهم أيضًا أن السكان غير الأفريقيين هم مجموعة فرعية تصنيفية من السكان الأفارقة، وأن «بعض السكان الأفارقة يرتبطون على قدم المساواة بالسكان الأفارقة الآخرين وبالسكان غير الأفارقة»، وأن «المجموعات الإقليمية من السكان خارج أفريقيا تتداخل مع بعضها، والكثير منهم ليسوا أحاديي اللون».